# Ministro da Defesa da Nigéria
O Ministro da Defesa da Nigéria é um alto funcionário do gabinete do Conselho Executivo Federal da Nigéria. A principal responsabilidade do ministro da Defesa é a de gerir todos os ramos das Forças Armadas da República Federal da Nigéria, para manter um moderno, competente, e uma força militar profissional para a defesa do território nacional, interesses marítimo, espaço aéreo, e da Constituição da República Federal da Nigéria. O atual ministro da Defesa é Labaram Maku.

## Nomeação
O Ministro da Defesa é primeiro nomeado pelo Presidente da Nigéria; sua nomeação é depois submetida para ratificação por ambas as câmaras da Assembleia Nacional da Nigéria.  

## Agenda de responsabilidades
- Manutenção de uma missão militar pronta em terra, mar e ar
- Manutenção de um equilíbrio adequado de armas e de homens para satisfazer as necessidades de segurança interna e externa;
- Reforçar as capacidades das indústrias de defesa do país.
- Assegurar a segurança no continente africano pela promoção de um sistema de defesa coletiva   através de acordos bilaterais, sub-regionais e continentais de cooperação contra a ameaça de agressão externa e alcançar o objetivo africano da política estrangeira nacional.
- Participação em missões para manutenção da paz pelas Nações Unidas (ONU), União Africana (AU) e Comunidade Económica dos Estados da África Ocidental (ECOWAS).

## Departamentos operacionais
- Serviços Conjuntos
- Assuntos do Exército
- Assuntos da Marinha
- Assuntos da Força Aérea

## Paraestatais e agências
- Corporação de Indústrias de Defesa da Nigéria (DICON)
- Diretorado de Pensões Militares (DMP)
- Academia de Defesa da Nigéria (NDA)Kaduna-Kaduna (estado).
- Agência de Inteligência de Defesa

## Ministros da Defesa
|                         |               |  |
| Nome                    | Período       |  |
|                         |               |  |
| Iya Abubakar            | 1979–1982     |  |
| Sani Abacha             | 1990–1994     |  |
| Theophilus Danjuma      | 1999–2003     |  |
| Thomas I. Aguiyi-Ironsi | 2006–2007     |  |
| Yayale Ahmed            | 2007–2008     |  |
| Shettima Mustapha       | 2008–2009     |  |
| Godwin Abbe             | 2009–2010     |  |
| Adetokunbo Kayode       | 2010–2011     |  |
| Bello Haliru Mohammed   | 2011–2012     |  |
| Olusola Obada           | 2012–2013     |  |
| Labaram Maku            | 2013–presente |  |